# Badminton bei den Sukan Malaysia 2024
Badminton wurde bei den Sukan Malaysia 2024, den malaysischen Nationalspielen, vom 21. bis zum 24. August 2024 in Sibu in fünf Einzeldisziplinen gespielt.

## Sieger und Platzierte
| Disziplin    | Gold                                         | Silber                            | Bronze                                                           |
| ------------ | -------------------------------------------- | --------------------------------- | ---------------------------------------------------------------- |
| Herreneinzel | Justin Hoh Shou Wei                          | Ong Zhen Yi                       | Chua Kim Sheng                                                   |
| Dameneinzel  | Wong Ling Ching                              | Oo Shan Zi                        | Letshanaa Karupathevan                                           |
| Herrendoppel | Lok Hong Quan Muhammad Faiq Haziq Bin Masawi | Goh Boon Zhe Rayner Beh Chun Meng | Bryan Jeremy Goonting Goonting Muhammad Fazriq Bin Mohamad Razif |
| Damendoppel  | Dania Sofea Binti Zaidi Low Zi Yu            | Chong Jie Yu Vannee Gobi          | Cheng Su Hui Cheng Su Yin                                        |
| Mixed        | Aaron Tai Wei Qin Noraqilah Maisarah Ramdan  | Tan Wei Liang Khor Jing Wen       | Mohamad Haris Sufian Bin Shazlan Wong Zi Yi                      |